# Affricata glottidale sorda
L'affricata glottidale sorda è un tipo di suono consonantico, usato in alcune lingue parlate. I simboli nell'alfabeto fonetico internazionale che rappresentano questo suono sono ⟨ ʔ͡h ⟩ e ⟨ ʔ͜h ⟩ ,

## Caratteristiche
- Il suo modo di articolazione è affricato, il che significa che viene prodotto prima interrompendo completamente il flusso d'aria, quindi consentendo il flusso d'aria attraverso un canale ristretto nel punto di articolazione, provocando turbolenza.
- Il suo luogo di articolazione è glottidale, il che significa che è articolato attraverso le corde vocali.
- È una consonante orale, il che significa che l'aria può fuoriuscire solo attraverso la bocca.
- È una consonante centrale, il che significa che è prodotta dirigendo il flusso d'aria lungo il centro della lingua, piuttosto che ai lati.
- Il meccanismo del flusso d'aria è polmonare, il che significa che è articolato spingendo l'aria esclusivamente con i muscoli intercostali e il diaframma, come nella maggior parte dei suoni.

## Occorrenza
| Lingua  | Lingua                 | Parola | AFI     | Significato | Appunti                                                          |
| ------- | ---------------------- | ------ | ------- | ----------- | ---------------------------------------------------------------- |
| Cinese  | dialetto yuxi          | 可     | [ʔ͡ho˥˧] | 'può, può'  | Corrisponde a /kʰ/ in cinese standard                            |
| Inglese | Received Pronunciation | hat    | [ʔ͡haʔt] | 'cappello'  | Possibile allofono di /h/, specialmente nelle sillabe accentate. |